# Frank McCool
Francis „Frank“ McCool (* 27. Oktober 1918 in Calgary, Alberta; † 20. Mai 1973) war ein kanadischer Eishockeytorwart, der von 1944 bis 1946 für die Toronto Maple Leafs in der National Hockey League gespielt hat.

## Karriere
Frank McCool begann seine Karriere als Eishockeytorwart in seiner Heimatstadt Calgary, wo er für einige kleinere Mannschaften spielte, bevor er von 1939 bis 1942 für die Mannschaft der Gonzaga University auflief. Für die Saison 1942/43 kehrte McCool nach Calgary zurück, um für die Calgary Currie Army zu spielen, ehe er kriegsbedingt in der folgenden Spielzeit mit dem Eishockey aussetzte.
Am 25. Oktober 1944 erhielt der Kanadier als Free Agent einen Vertrag bei den Toronto Maple Leafs aus der National Hockey League, mit denen er in seiner ersten Saison gleich den prestigeträchtigen Stanley Cup gewann. Zudem erhielt der Goalie die Calder Memorial Trophy als bester Rookie. In den Finalspielen gegen die Detroit Red Wings stellte McCool mit drei Shutouts zum Beginn der Best-of-Seven-Serie einen NHL-Rekord auf, der immer noch besteht.
In seiner zweiten NHL-Saison kam McCool noch auf 22 Einsätze, bevor er seine Karriere krankheitsbedingt bereits im Alter von 28 Jahren beenden musste. Nach langer Krankheit starb er schließlich 1973 mit 54 Jahren.

## Erfolge und Auszeichnungen
- 1945 Stanley-Cup-Gewinn mit den Toronto Maple Leafs
- 1945 Calder Memorial Trophy